# Battaglia di Orsogna
La battaglia di Orsogna venne combattuta tra il 2 e il 24 dicembre 1943 lungo la Linea Gustav adriatica, nell'ambito della campagna d'Italia, durante la seconda guerra mondiale.

## Storia
La battaglia di Orsogna si inserisce nel contesto delle operazioni militari condotte dall'8ª Armata britannica, schierata sul versante adriatico, contro la 10ª Armata tedesca attestata in profondità lungo una serie di appostamenti difensivi appartenenti alla Linea Gustav.
A seguito dell'offensiva scatenata dal generale britannico Bernard Montgomery, alla fine di novembre 1943, sul fiume Sangro con il V Corpo d'Armata, le truppe alleate si spinsero verso nord con l'obiettivo di raggiungere Pescara e la strada statale che da Avezzano porta a Roma. In tale contesto la 2ª Divisione neozelandese guidata dal generale Freyberg, alla sinistra del V Corpo, riuscì il 27 novembre a inoltrarsi oltre il fiume Sangro fino a liberare il 1º dicembre l'abitato di Castel Frentano. La veloce avanzata, favorita da un imponente appoggio aereo, sembrò aver frantumato definitivamente le linee tedesche su cui era appostata la 65ª Divisione di fanteria tedesca.
L'obiettivo dei neozelandesi era di raggiungere Chieti in due giorni, attraverso la statale che da Guardiagrele si collega a san Martino, proteggendo così il fianco sinistro del V Corpo che avanzava a nord più verso la costa adriatica.

## Le battaglie

### La prima battaglia (2-3 dicembre)
Per raggiungere Chieti, i neozelandesi avrebbero dovuto innanzitutto mettere in sicurezza il proprio fianco destro, occupando la statale ortonese e liberando il paese di Orsogna che, posto su un ripido crinale, rappresentava uno straordinario punto di osservazione verso la valle, nonché un'ottima postazione difensiva per le truppe germaniche. I tedeschi, consci di tale punto di forza, sebbene scossi dalla rapida avanzata alleata, riuscirono ad attestarsi saldamente lungo la linea difensiva Melone-Orsogna-Ortona.
Convinti invece che i tedeschi fossero ormai decisi a ritirarsi più a nord, i neozelandesi posticiparono l'attacco di ventiquattro ore, consentendo ai difensori di rafforzare le proprie difese all'interno e intorno al paese. Il piano d'attacco prevedeva l'impiego di sole due compagnie del 25º Battaglione di fanteria, nella notte tra il 2 e il 3 dicembre. Il tentativo di conquistare il paese partendo da Colle Brecciarola, lungo la statale Orsogna-Lanciano fallì ben presto, grazie al contrattacco del 26º Reparto corazzato esploratori e del 26º Reggimento corazzato, che riuscirono a mettere in trappola nella piazza principale la pressoché totalità degli effettivi neozelandesi. I diversi tentativi di raggiungere Guardiagrele aggirando Orsogna, effettuati verso il bivio di Melone dal 22º Battaglione motorizzato, coadiuvato dal 18º Reggimento corazzato, furono bloccati dal II  Battaglione del 1º Reggimento paracadutisti tedesco.

### La seconda battaglia (7 dicembre)
Dopo un incessante bombardamento aereo che distrusse gran parte di Orsogna, il 7 dicembre i neozelandesi lanciarono l'operazione denominata in codice Torso. Il piano prevedeva l'impiego del 28º Battaglione Maori che avrebbe attaccato verso il cimitero cittadino da Colle Pascuccio e del 23º Battaglione verso la statale ortonese da Colle Sfasciata. Il 24º Battaglione avrebbe attaccato frontalmente il paese da Colle Brecciarola supportato dal 18º Reggimento corazzato. Il 23º Battaglione riuscì a conquistare il colle difeso dal II Battaglione del 9º Reggimento granatieri tedesco ma non a inoltrarsi verso la statale. il 24° riuscì a spingersi verso l'abitato con due compagnie ma dovette a fine serata ritirarsi allorquando agli elementi posti a difesa di Orsogna si aggiunsero circa 80 uomini del III. Battaglione del 4º Reggimento paracadutisti, che si dimostrarono determinanti nel ricacciare le truppe neozelandesi dal paese. L'attacco maori ebbe alterne fortune: conquistato Colle Pascuccio, tre compagnie riuscirono a superare la statale ortonese conquistando il cimitero, per poi esserne scacciate verso la tarda serata da diversi contrattacchi del 26º Reggimento corazzato e del 9º Reggimento.

### La terza battaglia (15-17 dicembre)
Il piano tattico della terza battaglia (nome in codice Florence) prevedeva - dopo un pesante bombardamento di artiglieria contro il paese e le circostanti postazioni difensive tedesche - ancora una volta una manovra aggirante sui colli a nord-est di Orsogna. Colle Sfasciata rappresentava l'ideale trampolino di lancio per un attacco volto a conquistare definitivamente la statale ortonese e da lì lanciare un assalto da tergo attraverso una cooperazione di fanteria e mezzi corazzati. Tra l'8 e il 14 dicembre i reparti del genio neozelandese lavorarono per migliorare le vie di comunicazione a favore dei carri del 18º e del 20º Reggimento che avrebbero dovuto risalire i ripidi pendii non soltanto fittamente minati, ma soprattutto completamente fangosi a causa delle pessime condizioni meteorologiche.
Il 21º battaglione riuscì a spingersi verso la statale e a posizionarsi oltre la linea ferroviaria che le correva parallela. Sul suo fianco sinistro anche il 23º Battaglione, nonostante le gravi perdite, si stabilì lungo la statale ortonese fino al cimitero in attesa dei carri. Prima del loro arrivo i tedeschi lanciarono da Arielli alle ore 5 e alle ore 9 del mattino due pesanti contrattacchi con fanteria e mezzi corazzati contro le posizioni mantenute dai soldati neozelandesi. Soltanto grazie al pronto intervento di alcuni carri del 18º Reggimento la situazione si ristabilì a loro favore. Nel frattempo fu tentato dal 20º Reggimento – senza l'aiuto della fanteria - una sortita dal cimitero verso il paese ma, sebbene alcuni carri riuscirono a infrangere le prime difese portandosi quasi a tergo del paese, la maggior parte di essi venne fermata dai cannoni da 88 mm tedeschi nascosti lungo la direttrice d'avanzata. 
Alle 3:15 del 16 dicembre i tedeschi lanciarono un terzo attacco da Arielli con mezzi corazzati e il III Battaglione del 6º Reggimento Paracadutisti (2ª Divisione) contro il 21º e il 23º Battaglione. La cooperazione dei fanti e dei carri del 18º e del 20º Reggimento anche in questo caso ebbe la meglio e i reparti tedeschi dovettero ritirarsi verso Arielli verso le 5 del mattino. Non ancora terminati gli scontri nel settore del 21º e del 23º battaglione, il 20º Reggimento corazzato con l'appoggio del 28° Maori si lanciò nuovamente all'attacco dal cimitero verso Orsogna. Questa volta i paracadutisti del 4º Reggimento si fecero trovare maggiormente preparati. La fanteria maori fu quasi subito costretta a terra per prendere riparo e i carri senza alcun tipo di difesa contro i cannoni e le armi anticarro tedesche non riuscirono a inoltrarsi come pianificato. 
Il 17 dicembre il 26º Battaglione con uno squadrone del 20º Reggimento corazzato cercò di penetrare da Colle Brecciarola dentro l'abitato, ma le profonde demolizioni lungo la direttrice d'avanzate, le mine anticarro e le pressoché inespugnabili postazioni tedesche all'ingresso dell'abitato impedirono qualsiasi tipo di infiltrazione di truppe neozelandesi.

### La quarta battaglia (24 dicembre)
Il piano della quarta battaglia (Operazione Ulysses) prevedeva di continuare l'avanzata verso i crinali a nord di Orsogna paralleli alla statale e di lanciare un nuovo attacco corazzato verso Orsogna dal cimitero. I tedeschi dopo la terza battaglia, mantenuto il possesso di Orsogna, avevano però lasciato la parte di statale di fronte a Colle Pascuccio e Sfasciata in mano neozelandesi ritirandosi ordinatamente sui crinali che i neozelandesi volevano occupare. Le pessime condizioni atmosferiche dell'inverno 1943, un terreno pressoché inagibile per i movimenti della fanteria e dei mezzi corazzati, unitamente alla stanchezza delle già provate truppe neozelandesi furono determinanti nel fallimento dell'intera operazione. L'abilità dei paracadutisti tedeschi non consentì ancora una volta di far procedere i carri neozelandesi verso il paese; l'unica conquista fu un crinale parallelo al torrente Arielli.
Con la fine della quarta battaglia le operazioni militari ad Orsogna entrano in una fase di stallo che si interromperà soltanto nel giugno del 1944.
Le truppe neozelandesi e i paracadutisti tedeschi si sarebbero rincontrati nel mese di febbraio sotto le pendici dell'abbazia di Montecassino.

## Liberazione di Orsogna e conseguenze
In seguito agli esiti favorevoli della battaglia di Ortona, a pochi km di distanza, da parte degli alleati contro i nazisti, i tedeschi lentamente iniziarono ad abbandonare il territorio, spostandosi verso Cassino per le principali operazioni belliche. Tuttavia dei presidi di guardia erano rimasti anche a Orsogna, che venne liberata soltanto l'8 giugno 1944 dai paracadutisti della Nembo inquadrati nel Corpo italiano di Liberazione (C.I.L.) dopo lo sfondamento della Linea Gustav a Cassino. La cittadina, come mostra una fotografia del 16 giugno, era irriconoscibile, ridotta in macerie, colpita dai 4 attacchi con pesanti bombardamenti alleati, nonché dai vari cannoneggiamenti delle guerriglie tra soldati dell'VIII Armata che tedeschi.
Filmati del 2 e del 15 dicembre, ripresi dal colle di Castel Frentano, appena conquistata dai neozelandesi, mostrano gli attacchi aerei alleati sul paese: tutta l'area di via Roma, via Camillo Tenaglia, Piazza Mazzini, via Gaetano Paolucci e via Borgo Romano, fu messa a ferro e fuoco, e andarono gravemente danneggiate le chiese di San Nicola, San Rocco, della Madonna del Rifugio e di San Giovanni Battista, oltre al castello Colonna.

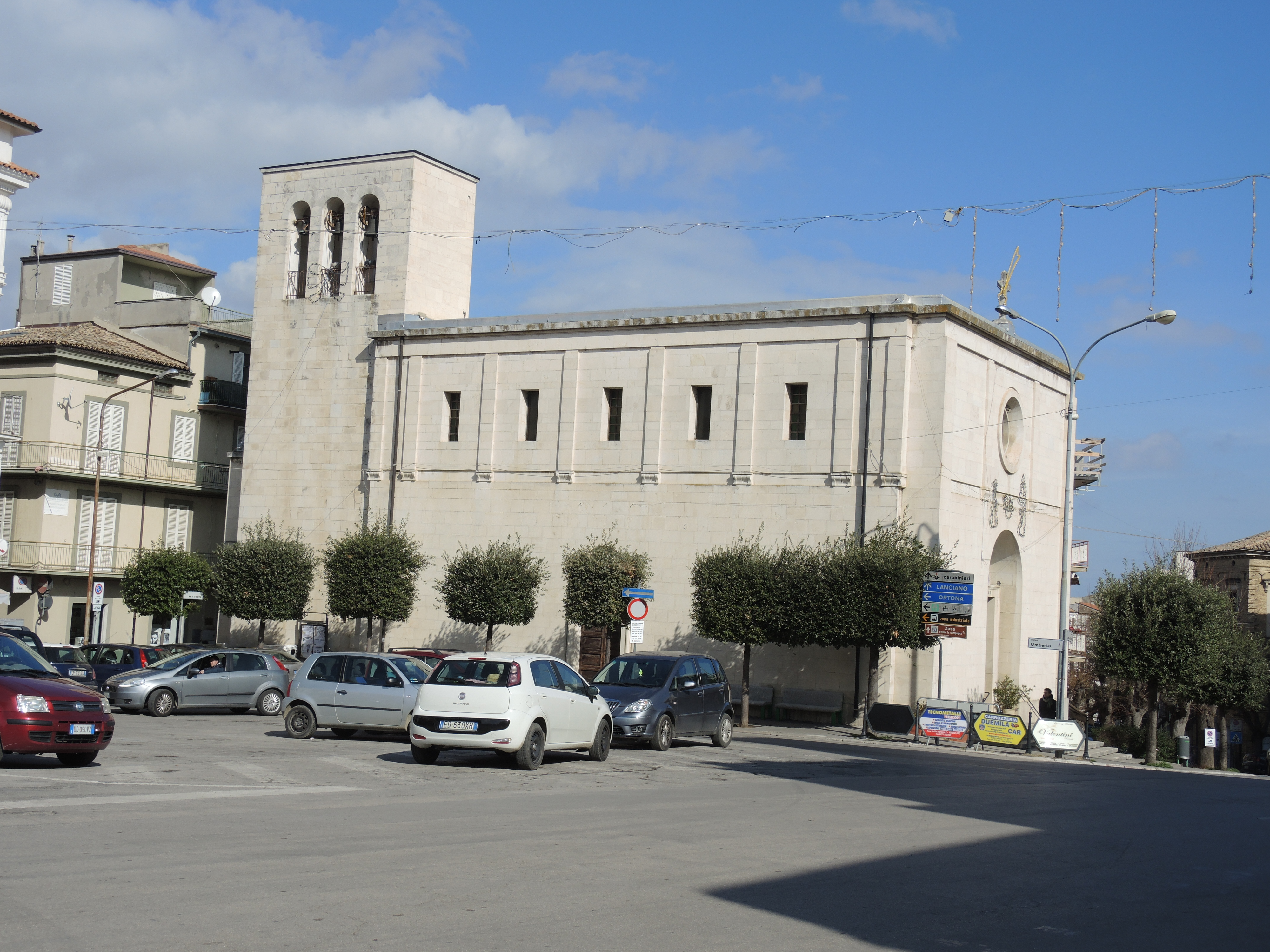
La chiesa di San Rocco in Piazza Mazzini, nel rifacimento post bellico

I nuovi pesanti attacchi del 15-17 dicembre, non fecero altro che aumentare i danni già ingenti, distruggendo quasi tutta Orsogna, mentre la gente già da mesi era costretta a vivere sfollata presso le grotte, casali di campagna, o altri sotto gli archi della cinta fortificata anti-aerea, posta sotto via Camillo Tenaglia e via Rizzacasa. Al termine della guerra, molte bombe vennero rinvenuti nelle campagne negli anni a seguire, e alcuni ordigni anche nei primi anni 2000. Orsogna era ridotta completamente in macerie, le chiese di San Nicola e San Rocco sfondate nella navata, danneggiate nella facciata e nei campanili, la chiesa del Rifugio, posta davanti alla parrocchiale in via Roma, era scomparsa, così come quella di San Giovanni, di cui resistevano poche mura; così anche la casa del Vescovo davanti alla parrocchiale era andata distrutta, il castello Colonna rimase gravemente danneggiato, rimase in piedi solo un torrione angolare.
Di fatto Orsogna fu una delle città d'Abruzzo, insieme a Ortona, Taranta Peligna, Francavilla al Mare e Roccaraso, che maggiormente patirono la distruzione bellica, al punto da vedere snaturato quasi del tutto l'antico tessuto edilizio medievale e settecentesco. La ricostruzione con i fondi americani fu alquanto celere, e non tenne conto del valore artistico delle strutture, se non per l'unico caso della chiesa di San Nicola di Bari, ricostruita secondo l'antico modello; ma la chiesa di San Rocco fu rifatta daccapo in stile pseudo romanico pugliese, la chiesa del Rifugio, così come quella di San Giovanni, non vennero rifatte, sopra il castello sorse un palazzo dei portici, il Municipio fu ricostruito abbastanza fedelmente alla struttura originaria, mentre nuove abitazioni sorgevano sopra quelle vecchie distrutte lungo i due assi del Corso Orientale, del Corso Umberto I (di cui solo la scuola elementare era rimasta abbastanza immune dai danneggiamenti, perché usata come ricovero) e del Corso Raffaele Paolucci.
Oggi un monumento alle Vittime Civili della Guerra, sorge all'ingresso del Corso Trento e Trieste, nella parte orientale di Orsogna.